# Географічний факультет Львівського національного університету імені Івана Франка
Географічний факультет— структурний підрозділ Львівського національного університету імені Івана Франка.

## Історія факультету

### Перший період
У Львівському університеті географія виступала предметом викладання від початку його виникнення. До цього географію вивчали у братських школах та колегіумах. У 1882 р. вийшов наказ цісаря Франца Йосифа І про створення кафедри географії у Львівському унверситеті, через рік її створили при філософському факультеті університету.
Географія як науковий напрямок і предмет викладання у середніх та вищих школах у межах України має давні традиції. Відомим науковцем не лише в Україні, але і в Європі був вихідець із Галичини — астроном, географ та медик — Юрій Дрогобич, який у своєму «Прогностикумі» станом на 1483 р. визначив координати багатьох європейських міст, у тому числі Львова.
Предтечею географії у Львівському університеті можна вважати Бальтазара Гакета, який ще до відкриття кафедри географії з 1790 по 1805 рік працював на кафедрі історії природи з фізичною географією, технологією та рільництвом.
З 1 січня 1883 р. у Львівському університеті функціонувала кафедра географії, яку очолив відомий географ і геоботанік Антоній Реман. Вчений студіював ботаніку в Ягеллонському університеті в 1860—1863 рр., а в 1864 р. отримав науковий ступінь доктора філософії. Перед відкриттям кафедри географії він пройшов дворічні студії в 1880 р. у Бонні, вивчаючи географію, геологію та астрономію у Фердинанда Рихтгофена, Людовіка Лассаля, Шуттера, а в 1881—1882 рр. у Відні — під керівництвом Сімоні, Едуарда Зюсса та Ганна він студіював географію, геологію та кліматологію.
Антоній Реман виховав плеяду відомих географів, серед яких Григорій Величко — його перший докторант і перший українець — доктор географії. Г. Величко захистив дисертацію на тему «Пластика українсько-польських земель з особливою увагою до Карпат» (1893 р.). Заслугою дослідника є спроба першого природно-географічного поділу Карпат, де він вперше використав термін «бескиди» для позначення певного типу гір, який використовують і сьогодні.
Становлення географії у Львівському університеті пов'язане з навчанням у ньому (1895—1899 рр.) та першими науковими працями ще одного учня Антонія Ремана — відомого українського географа, фундатора національної географії та геополітики академіка Степана Рудницького.
З 1911 р. кафедру географії у Львівському університеті очолив учень Антонія Ремана, другий його докторант, Еуґеніуш Ромер — відомий польський географ, кліматолог, картограф, який керував ним до 1933 р. При керівництві Ромера кафедру географії реорганізували в Інститут географії (1930 р.). Науковець географічну освіту здобув у Львівському і Краківському університетах. Докторську дисертацію захистив у 1894 р. В 1895—1896 рр. був стипендіатом Альбрехта Пенка у Відні, де студіював морфологію, гідрографію і методику викладання географії. Після цього в Берліні вивчав аерологію, метеорологію і кліматологію, геоморфологію.
У 1921 р. Е. Ромер створив при університеті Інститут картографії та позауніверситетську установу «Книгарня Атлас», де друкували численні атласи, окремі карти й підручники.

### Другий період
Після Еуґеніуша Ромера у 1933 р. Інститут географії очолив професор Август Ціргофер — один з його учнів, який відомий своїми працями з геоморфології. Був завідувачем кафедри географії також у 1939—1941 рр. та 1944—1945 рр. З 1945 р. до 1963 р. — завідувач кафедри фізичної географії Познанського університету (Республіка Польща). Крім геоморфологічних праць, у післявоєнний період вчений публікував праці з регіональної географії, географії населення.
На цей період припадає розквіт наукової діяльності Володимира Кубійовича, який став загальновизнаним лідером української географічної науки після арешту та розстрілу більшовицькою владою С. Рудницького. Великий внесок В. Кубійович зробив у становлення і розвиток української картографії. Найвидатнішою працею науковця у цьому напрямку є «Атляс України й суміжних країв», виданий 1937 р. у Львові. Для підготовки цього видання В. Кубійович згуртував велике коло західноукраїнських учених — географів, картографів, природознавців, геологів, археологів, істориків, філологів серед яких: Іван Крип'якевич, І. Іваницький, Юрій Полянський, Валентин Садовський, Іван Тесля, М. Кулицький та ін. За керівництвом В. Кубійовича опубліковано майже два десятки карт, присвячених населенню України. У післявоєнні роки В. Кубійович займався передусім організацією, виданням та редагуванням «Енциклопедії Українознавства», що вийшла на Заході українською й англійською мовами. Вона вважається найбільшим досягненням української науки в діаспорі та стала великим надбанням усього українського народу.
Керівником Інституту географії з 1939 р. став Юрій Полянський, який у міжвоєнний період був відомий у наукових колах як географ, геолог й археолог, завдяки працям «Подільські етюди: тераси, леси і морфологія Галицького Поділля над Дністром» (1929 р.). Науковець став першим українцем, який після тривалої перерви потрапив на роботу та очолив Інститут географії.

### Третій період
Утворений у 1945 р. географічний факультет Львівського університету поповнився переважно випускниками Харківського університету (Опанас Ващенко, Петро Цись, І. Сваричевський та ін.). Серед викладачів географічного факультету була випускниця Віденського університету Олена Степанів, відомий географ і громадський діяч.
У 1945—1950 рр. на факультеті функціонувало чотири кафедри: загальної фізичної географії, економічної географії, регіональної фізичної географії, геодезії і картографії. З 1950 р. до 1988 р. функціонує три кафедри: фізичної географії, економічної географії та геоморфології.
За період із 50-х до початку 80-х років ХХ ст. створено чотири навчально-наукові стаціонари у Передкарпатті (Дністровський географічний стаціонар (ДГС), смт. Єзупіль Івано-Франківської обл.), на Поліссі (Шацький біолого-географічний стаціонар (ШБГС), смт. Шацьк Волинської обл.), у Карпатах (Чорногірський географічний стаціонар (ЧГС), смт. Ворохта Івано-Франківської обл.), на Розточчі (Розтоцький ландшафтно-геофізичний стаціонар (РЛГС), смт. Брюховичі).

### Четвертий період
З початком цього періоду, який припадає на час становлення незалежної України, пов'язаний бурхливий структурний ріст факультету, становлення і розвиток нових наукових напрямів і шкіл. На факультеті створено чотири нових кафедри: раціонального використання природних ресурсів і охорони природи, географії України, політичної географії і країнознавства (після створення факультету міжнародних відносин перейшла в структуру цього факультету), ґрунтознавства та географії ґрунтів. Згодом створено кафедри конструктивної географії і картографії та туризму.
Створено нові науково-дослідні і навчальні лабораторії: інженерно-геоморфологічних досліджень у 1990 р. (з 2000 р. — інженерно-географічних, природоохоронних і туристичних досліджень), ґрунтознавства й екології землекористування, фізико-хімічних аналізів ґрунтів, тематичного картографування (1974), ландшафтних досліджень (1976), ландшафтно-екологічних інформаційних систем, аналізу ґрунтів і природних вод (2002), дослідження територіальних суспільних систем, геоінформаційного моделювання і картографування (2001), геохімії і геофізики ландшафтів, екологічної експертизи (2005), навчальна туристична агенція (2005), навчальна лабораторія атласного картографування (2011).
Географічний факультет Львівського національного університету імені Івана Франка є провідним навчальним осередком в Україні з підготовки спеціалістів найвищого рівня кваліфікації. Підготовка бакалаврів та магістрів здійснюється для педагогічної роботи у середніх загальноосвітніх школах, середніх спеціальних і вищих навчальних закладах; наукової діяльності в установах географічного, природничого й економічного профілю; виробничої діяльності в туристично-екскурсійних, природоохоронних, проєктно-пошукових установах тощо.

## Декани факультету
Список деканів географічного факультету, починаючи з 1945 року і до тепер.
- Ващенко О. Т. (1945—1951)
- Ситніков П. Ф. (1951—1952)
- Сваричевський І. І. (1952—1953)
- Цись П. М. (1954—1964)
- Андріанов М. С. (1964—1967)
- Климович П. В. (1968—1974)
- Лящук Б. (1974—1976)
- Міллер Г. П. (1976—1984)
- Кравчук Я. С. (1984—2002)
- Хомин Я. Б. (2003—2011)
- Біланюк В. І. (2011 — до тепер)

## Структура факультету
До складу географічного факультету входить вісім кафедр: фізичної географії, економічної і соціальної географії, геоморфології і палеогеографії, раціонального використання природних ресурсів і охорони природи, географії України, ґрунтознавства і географії ґрунтів, конструктивної географії і картографії, туризму.

#### Географії України
Кафедра географії України створена 1990 р. стала першою кафедрою такого спрямування в історії існування різних географічних інституцій в Україні. На кафедрі успішно розвивається наукова школа географічного українознавства, започаткована відомим українським географом проф. Заставним Ф. Д.

#### Геоморфології і палеогеографії
Кафедра геоморфології створена 1950 р. (з 2000 р. — кафедра геоморфології і палеогеографії). Провідні наукові напрями досліджень кафедри: регіональний геоморфологічний і палеогеографічний аналіз, інженерна геоморфологія, палеогеографія плейстоцену, динаміка сучасних рельєфоутворювальних процесів, інтерпретація аерофото- і космічних знімків для вивчення рельєфу, природоохоронне проєктування, історико-географічні дослідження.

#### Ґрунтознавства і географії ґрунтів
Кафедра ґрунтознавства і географії ґрунтів (до 2000 р. кафедра географії ґрунтів) створена 1993 року.

#### Економічної і соціальної географії
Кафедра економічної і соціальної географії створена 1944 року. Першим завідувачем кафедри став Опанас Ващенко. У період 1984—1990 рр. функції завідувачів кафедри виконували почергово доц. Паробецький М. М. (1984—1986), Гонак М. І. (1986—1988) та проф. Заставний Ф. Д. (1988—1990). З 1990 р. кафедрою керує проф. Шаблій О. І..

#### Конструктивної географії та картографії
Кафедра конструктивної географії і картографії створена 2000 року шляхом поділу кафедри геоморфології.

#### Раціонального використання природних ресурсів і охорони природи
Кафедра раціонального використання природних ресурсів і охорони природи створена 1988 р. Кафедра розвиває такі напрямки наукових досліджень: еколого-економічні та еколого-географічні проблеми природокористування, моніторинг, метризація та екологічна оцінка ландшафтних систем, екологічні та соціоекологічні проблеми, антропогенна трансформація ландшафтів та історико-географічні дослідження.

#### Туризму
Кафедра туризму створена на географічному факультеті Львівського національного університету імені Івана Франка в 2003 р. Кафедра розвиває наступні наукові напрями досліджень: теорія і методологія туризмознавства, менеджмент туристичної діяльності, маркетинг туристичних послуг, територіальна організація сфери послуг Західного регіону України, планування діяльності туристичних установ, організація релігійного туризму, рекреалогія та рекреаційна географія, географія туризму України, активний туризм, туристичне країнознавство, техніка і технологія готельного та ресторанного сервісу, історико-культурний туризм, молодіжний туризм та туристичне краєзнавство.

#### Фізичної географії
Кафедра фізичної географії створена 1944 р. (як кафедра загальної фізичної географії). На кафедрі розвивається ландшафтознавча школа, започаткована професорами Калеником Геренчуком і Гаврилом Міллером. При кафедрі функціонують лабораторії ландшафтних досліджень, геоінформаційних технологій та ландшафтного планування, Розтоцький ландшафтно-геофізичний та Чорногірський географічний стаціонари.

## Стаціонари

#### Дністровський географічний стаціонар (ДГС)
Дністровський географічний стаціонар функціонує як базовий полігон для проходження навчальних практик студентів географічного університету Львівського університету з 1959 р. Він розміщений у селищі Єзупіль Тисменицького району Івано-Франківської області. Це унікальний геоморфологічний район, де на невеликій території поширені різноманітні за генезисом геоморфологічні об'єкти. Значна частина навчального полігону приурочена до долин річок Дністра і Бистриці та горбогірних межиріч.

#### Розтоцький ландшафтно-геофізичний стаціонар (РГЛС)
Створений у 1968 р., знаходиться в межах горбогірної гряди Розточчя. РЛГС — єдиний на заході України стаціонар, який має безперервний ряд цілодобових актинометричних і метеорологічних вимірювань з 1970 р. З перших років роботи стаціонар став базою проходження навчальних практик студентів з курсів «Загальна метеорологія і кліматологія», а пізніше із курсу «Геофізика ландшафтів з основами стаціонарних досліджень», постійною базою виробничих практик студентів кафедри фізичної географії, а також базою ландшафтного і мікрокліматичного розділів практики студентів заочного навчання, а також місцем проведення наукових семінарів та конференцій.

#### Чорногірський географічний стаціонар (ЧГС)
Заснований у 1978 р. професором Г. П. Міллером. Розміщений у Карпатах (масив Чорногора) у верхів'ї річки Прут (Карпатський національний природний парк), на віддалі 17 км від селища Ворохта Яремчанської міської ради Івано-Франківської області.
Призначення стаціонару — проведення наукової роботи, навчальних і виробничих практик студентів географічного факультету. На стаціонарі проводять ландшафтно-моніторингові дослідження, режимні метеорологічні, гідрологічні і фенологічні спостереження. Вивчають геофізичні і геохімічні властивості та просторово-часову організацію природних комплексів крутосхилого лісистого середньогір'я, давньольодовикового субальпійського і пенепленізованого полонинського високогір'їв.

#### Шацький біолого-географічний стаціонар (ШБГС)
Стаціонар розміщений у Шацькому районі Волинської області на території Шацького національного природного парку на узбережжі озера Пісочного на земельній ділянці площею 4,74 га. Стаціонар використовується студентами-географами для проведення навчальних практик для студентів заочної форми навчання та виробничих практик під час написання дипломних робіт.

## Наукова діяльність

#### Наукові школи та напрями
На географічному факультеті функціонує три наукові школи та чотири наукових напрями, а саме:

#### Наукова школа генетичного ґрунтознавства
Заснована в 1993 р., її фундатором є доктор географічних наук, професор, завідувач кафедри ґрунтознавства і географії ґрунтів Степан Павлович Позняк, у науковому доробку якого понад 300 наукових праць. Серед учнів професора С. Позняка — четверо докторів наук та сімнадцять кандидатів географічних наук.
Науково-практичні розробки школи орієнтовані на екологічно безпечне використання ресурсного потенціалу ґрунту, обґрунтування екологічної стійкості ґрунтів, пошуки шляхів біологізації агроекосистем і ландшафтів, планування ґрунтово-протидеграційних заходів, удосконалення розміщення сільськогосподарського виробництва з урахуванням сучасного стану земельних ресурсів. Проводяться прикладні дослідження оптимізації поживного режиму ґрунтів для сільськогосподарських культур, ерозійної деградації ґрунтів, заходів з раціонального використання і охорони еродованих земель, відновлення функціонування контурно-меліоративних систем землеробства.

#### Наукова школа територіальної організації суспільства
Виникнення та становлення школи припадає на 1945—1950 рр. Організаційним ядром стала кафедра економічної географії Львівського державного університету імені Івана Франка. Лідером школи впродовж 1945—1984 рр. був її засновник проф. Опанас Ващенко. Відомими представниками школи комплексної територіальної організації суспільства стали випускники кафедри: проф. Ф. Д. Заставний, Б. М. Яремчишин, М. Д. Пістун, О. І. Шаблій, О. Г. Топчієв, С. М. Писаренко, С. І. Іщук, О. В. Заставецька, М. З. Мальський, В. П. Нагірна, Л. Т. Шевчук, І. І. Ровенчак та ін. У цій школі підготовлено близько 20 докторів та 80 кандидатів наук за спеціальностями економічна і соціальна географія, частково — розміщення продуктивних сил та економіка районів.
Головними досягненнями наукової школи є: теорія комплексного і збалансованого територіального розвитку; система законів і закономірностей геопросторової організації суспільства; низка монографій з теоретичних і методологічних проблем; низка підручників і навчальних посібників з грифом Міністерства освіти України. Деякі з них перекладені на іноземні мови; серія шкільно-краєзнавчих і туристських атласів обласних регіонів. У 2011 р. виходить «Комплексний атлас Львова» (за ред. О. І. Шаблія). Представники школи взяли активну участь у підготовці і виданні «Національного атласу України» та обґрунтуванні Географічного центру України.

#### Наукова школа інженерної, екологічної та регіональної геоморфології
Заснована у 1950 р. на базі кафедри геоморфології географічного факультету Львівського державного університету імені Івана Франка. Засновником наукової школи є П. Цись, учнями якого були О. Скварчевська, Б. Лящук, Д. Стадницький, І. Коротун, Ю. Єрмоленко, Я. Кравчук, Р. Сливка, А. Ісматов.
Інженерно-геоморфологічний напрям цієї школи розвиває проф. Я. Кравчук. Еколого-геоморфологічний напрям започаткував доктор географічних наук, професор І. Ковальчук. Науковий напрям палеогеографії плейстоцену засновано професором А. Богуцьким.
Дослідження школи спрямовані на вивчення й оцінку рельєфу, процесів рельєфоутворення, їх впливу на геоекологічний стан довкілля, обґрунтування системи процесорегулювальних заходів збереження та охорони пам'яток неживої природи, розробку проєктів організації і функціонування національних природних парків і природних заповідників, а також створення мережі геопарків в Україні.
Основними напрямами досліджень у галузі палеогеографії плейстоцену є комплексне вивчення лесового покриву України, гляціальних та перигляціальних утворень, стратиграфічне розчленування плейстоцену та кореляція процесів давніх епох рельєфоутворення. Дослідження ведуться спільно з польськими, литовськими, французькими, білоруськими вченими.

#### Науковий напрям ландшафтознавства
Науковий напрям заснований у 1954 р. на базі кафедри фізичної географії Львівського державного університету імені І. Франка. Його засновником є професор Каленик Геренчук. Відомими представниками наукового напряму є к. г. н., проф. Семен Ілліч Кукурудза, д. г. н., проф. Валерій Миколайович Петлін, д. г. н., проф. Анатолій Васильович Мельник, к. г. н., доц. Богдан Павлович Муха.
Вагомий вплив на розвиток напряму в 70-х роках ХХ ст. справили експедиційні дослідження негативних стихійних процесів в Українських Карпатах під керівництвом проф. К. І. Геренчука, а в 90-х — транскарпатські ландшафтні експедиції під керівництвом проф. Г. П. Міллера.
Розроблені наукові основи раціонального використання і охорони ландшафтів Західного регіону України в процесі сільсько- і лісогосподарського природокористування, містобудування, гірничовидобувних розробок, наукові основи організації моніторингу та вирішення еколого-географічних проблем Українських Карпат.

#### Науковий напрям палеографії плейстоцену
Науковий напрям палеогеографії плейстоцену заснований проф. А. Богуцьким. Основними напрямами досліджень є комплексне вивчення лесового покриву України, гляціальних та перигляціальних утворень, стратиграфічне розчленування плейстоцену та кореляція процесів давніх епох рельєфоутворення. Сьогодні у галузі палеогеографії плейстоцену дослідження проводять проф. А. Богуцький, доц. А. Яцишин, доц. Р. Дмитрук, О. Томенюк. Дослідження ведуться спільно з польськими, литовськими, французькими та білоруськими вченими.

#### Науковий напрям географії й менеджменту туризму та організації комплексу послуг у сфері туризму
На кафедрі туризму функціонує науковий напрям «Географія й менеджмент туризму та організація комплексу послуг у сфері туризму». В руслі наукового напряму працівники кафедри проводять дослідження актуальних проблем управління та територіальної організації туристичної сфери західного регіону України.
Працівники кафедри туризму щорічно організовують міжнародну науково-практичну конференцію «Географія, економіка і туризм: національний та міжнародний досвід», на якій доповідаються останні напрацювання науковців кафедри та їхніх колег з України та інших країн з актуальних проблем географії та економіки туризму.

#### Науковий напрям географічного українознавства
Працівники кафедри здійснюють різносторонні дослідження з актуальних проблем географії України. Зокрема, провідними напрямками наукової діяльності є: етногеографія України, географія населення і географія поселень в Україні, фізична географія Українських Карпат і Криму, політична географія і геополітика України, історична географія України, комплексні регіональні географічні дослідження, географія туризму й рекреаційна географія України, географічне краєзнавство та географічна освіта.

## Наукові конференції та фахові видання

#### Наукові конференції та семінари
Географічний факультет виступає організатором і співорганізатором численних міжнародних, всеукраїнських, регіональних та звітних наукових конференцій. Географічний факультет забезпечує проведення таких конференцій:
– Всеукраїнська наукова конференція «Конструктивна географія і картографія: стан, проблеми, перспективи»;
– Всеукраїнська науково-практична конференція молодих учених, аспірантів і студентів «Україна і світ: суспільно-географічні виміри»;
– Міжнародна наукова конференція «Ландшафтознавство: стан, проблеми, перспективи»;
– Міжнародна наукова конференція «Актуальні проблеми генетичного, географічного, історичного та екологічного ґрунтознавства»;
– Міжнародна конференція «Географія, економіка і туризм: національний та міжнародний досвід»;
– Польова літня школа гірського ландшафтознавства «Дослідження літніх станів гірських ландшафтів»;
– Польова літня школа «Ідентифікація та охорона ландшафтів»;
– Польова літня школа «Дослідження станів гірських ландшафтів в умовах туристично-рекреаційних навантажень»;
– польова зимова школа-семінар гірського ландшафтознавства «Дослідження зимових станів ландшафтів».
Не менш важливою складовою є організація та проведення семінарів та круглих столів:
– україно-польський семінар «Гляціал і перигляціал Українського Передкарпаття»;
– україно-польський семінар «Леси та палеоліт Поділля»;
– міжнародні науковий семінар «Проблеми геоморфології і палеогеографії Українських Карпат»;
– міжнародний науковий семінар «Ґрунти і сучасність»;
– україно-німецько-польський виїзний семінар «Прикордонні та транскордонні відносини між людьми, товарами, культурами та знаннями»;
– міжнародний науковий семінар «Природні ресурси регіону: проблеми метризації, використання й охорони»;
– круглий стіл «Стан, проблеми і перспективи природничої географії».
Щороку проводиться студентська наукова конференція «Реалії, проблеми та перспективи розвитку географії в Україні» в якій бере участь 30-35 найкращих студентів-науковців.

#### Фахові видання
На географічному факультеті є три фахових видання: «Вісник Львівського університету. Серія географічна», «Проблеми гірського ландшафтознавства» та збірник наукових праць «Проблеми геоморфології і палеогеографії Українських Карпат і прилеглих територій».
«Проблеми гірського ландшафтознавства» є науковим періодичним виданням (виходить один раз в рік), у якому публікуються результати досліджень в галузі фізичної географії, ландшафтознавства та суміжних наук, які стосуються вивчення генезису, розвитку, структури, динаміки, функціонування, сучасного стану, використання і охорони ландшафтних комплексів та їхніх компонентів і властивостей — гірських порід, рельєфу, вод, клімату, рослинного й тваринного світу і ґрунтів.
Збірник наукових праць «Проблеми геоморфології і палеогеографії Українських Карпат і прилеглих територій» містить тексти наукових статей із проблем геоморфології та палеогеографії Українських Карпат і прилеглих територій.

## Міжнародна наукова співпраця

#### Співпраця з вищими навчальними закладами та науковими установами
Кафедри та структурні підрозділи географічного факультету співпрацюють із низкою наукових закладів та установ із
– Польщі: Варшавський, Вроцлавський, Люблінський, М. Склодовської-Кюрі, Католицький та Ягелонський університети, Щецінська політехніка, Інститут географії ПАН, Інститут геологічних наук ПАН, Інститут ґрунтознавства, агрохімії і рослинництва, Інститут туризму, Національний технологічний центр, Вища школа екології і управління, Гданська вища школа готелярства та Ойцовський національний парк;
– Литви: Вільнюський університет;
– Білорусі: Білоруський державний університет імені Максима Танка, Інститут геологічних наук НАН Білорусі;
Франції: Інститут туризму
– Австрії: Федеральне фінансове відомство Нижньої Австрії і Бругенлянду.
Географічний факультет Львівського національного університету імені Івана Франка уклав низку угод про співпрацю із Яворівським НПП, Розточанським Парком Народовим, Ойцовським Парком Народовим, Університетом Марії Кюрі-Склодовської, Поморською Академією, Лодзьким університетом, Вищою школою Екології та управління та Вроцлавським університетом.

#### Участь у спільних міжнародних проєктах
Викладачі факультету стали виконавцями та співорганізаторами багатьох спільних наукових проєктів, програм та конференцій. Зокрема це,
– «Kukla LOESSFEST'14 — 7 Loess Seminar in Wroclaw. International Conference on Loess Research in memoriam of George Kukla»;
– україно-польський проєкт 691 N/2010/0 «Palaeolithic oecumene of the peri- and meta- Carpathian zone — a study of environment changes of Western Ukraine and South-Eastern Poland in Pleistocene and their influence on primeval settlement and migration pattern (based on loess and cave sites)»;
– українсько-польський проєкт Narodowego Centrum Nauki DEC 2012/05/B/ST 10/00918 Research Projekt of the National Centrum of Science;
– україно-німецький проєкт «International Water Alliance Saxone»;
– польсько-український проєкт «Виробництво біогазу на очисних спорудах комунальних стоків — підтримка програми міста Львова»;
– проєкт WWF «Визначення старовікових лісів в Карпатах»;
– проєкт FLUMEN (дослідження флювіальних та ерозійних процесів, антропогенного навантаження на водні об'єкти);
– українсько-польсько-білоруський проєкт ЄС «The scientific environment integration of the Polish Ukrainian borderland area»;
– транскордонний проєкт «Трансфер ідеї зеленого туризму в Україні на основі системи сертифікації GoToCarpathia» (у рамках Проєкту «Транскордонна співпраця для рекреаційного туризму польсько-українського прикордоння» і Програми транскордонного співробітництва Польща-Білорусь-Україна);
– спільно із геологічним факультетом підготовлено та облаштовано українсько-польський туристичний шлях «Гео-Карпати» (у рамках Програми транскордонного співробітництва Польща-Білорусь-Україна);
– Міжнародний екологічний проєкт EU ENPI CBC «Відкриті кордони для ведмедів у румунських та українських Карпатах»;
– міжнародний грант N306 691640 pt. «Zapis holoceńskich zmian klimatu i dzialalnosci czlowieka w aluwiach dolin przedpola Wschodnich Karpat»;
– розробка теми міжнародного гранту Narodowego Centrum Nauki DEC 2012/05/B/ST10/00918 «Wietrzenie skal anhydrytowych i gipsowych — geomorfologia, petrologia i geochemia»;
– участь у роботі регіональної мережі науковців Science for the Carpathians (S4C).
З 1992 р. стажування за кордоном пройшли понад 50 викладачів (Австрія, Бельгія, Велика Британія, Італія, Канада, Нідерланди, Німеччина, Польща, Росія, США, Угорщина, Фінляндія, Франція).

## Навчальні практики
На першому курсі студенти напряму «Географія» проходять навчальну міжзональну загальногеографічну, топографічну практики та ґрунтовий і геологічний розділи навчальної комплексної фізико-економіко-географічної практики. Особливо популярною серед студентів є навчальна міжзональна практика.
Кафедра туризму дотримується традицій у проведенні практик у формі навчально-екскурсійних турів Україною та територією Європейського союзу від Польщі й Угорщини до Італії і Франції. Під час краєзнавчої практики студенти-туризмознавці вивчають туристично-ресурсний потенціал Західного регіону України. Ці екскурсії охоплюють курортно-рекреаційні, історико-культурні, природоохоронні та інші туристично-привабливі об'єкти Західної України. Практика зі спортивно-оздоровчого туризму поєднує категорії гірських піших походів, ознайомлення з організацією діяльності спортивно-оздоровчих центрів України у поєднанні з вивченням туристичної інфраструктури Польщі. Уже десять років проводиться навчальна практика в Ойцовському національному природному парку (Республіка Польща).
На другому курсі студенти-географи під час проходження навчальної комплексної практики в межах баз практик — стаціонарів організовують метеорологічні спостереження на метеомайданчиках, досліджують гідрологічний режим річок, вивчають особливості геологічної і геоморфологічної будови, ґрунтового і рослинного покривів, ландшафтної структури, аналізують специфіку соціальної та економічної сфери регіону, оцінюють екологічний стан території. Під час гірського розділу студенти подорожують маршрутами Чорногори.
Студенти-туризмознавці під час проходження практик вивчають об'єкти туристичної інфраструктури Львова та найпопулярніших регіонів України. Серед об'єктів вивчення — десятки турфірм, готелів міста Львова, зустрічі із провідними менеджерами-практиками туризму, керівниками туристичного господарства області та міської адміністрації.
Студенти-екологи досліджують гідрологічний режим та гідроекологічний стан водойм, вивчають географію, ґенезу, екологію та деградаційні процеси ґрунтів, основи заповідання в межах природоохоронних територій, спектр проблем розроблення покладів корисних копалин й утилізації побутових і промислових відходів.

## Студентська активність

#### Заходи та акції
На географічному факультеті активно працюють органи студентського самоврядування та студентська профспілка, які організовують національно-патріотичні, культурно-мистецькі, розважальні заходи та благодійні акції. Завдяки тісній співпраці студентських організацій та адміністрації географічного факультету вдається робити на факультеті масштабні заходи, які захоплюють факультетську спільноту.
Одним із найпопулярніших заходів є спортивна версія гри «Що? Де? Коли?». Вперше захід проведено в 2012 році. З того часу відбуваються регулярні ігри періодичністю раз у семестр, переважно восени і на весні. Турнір проводиться серед викладачів, студентів та випускників географічного факультету.
Чималу популярність на факультеті має «День Вишиванки», особливе дійство, коли викладачі, студенти і всі працівники факультету одягають вишиванку. Традиційно свято відбувається 13 грудня. Також факультет долучається до Всеукраїнського дня вишиванки, який припадає на травень.
З 2014 р. в лютому проводиться футзальний турнір імені Героя Небесної Сотні Ігоря Костенка. Турнір присвячений студенту факультету, який загинув 20 лютого 2014 р. на Євромайдані.
Для знайомства студентів-першокурсників із студентською спільнотою проводиться традиційна вечірка — Ніч першокурсника.
Щороку силами студентів географічного факультету та екологічного гуртка організовуються екологічні заходи: прибирання сміття у регіональному ландшафтному парку «Знесіння», парку «Погулянка», парку культури і відпочинку ім. Б. Хмельницького, Карпатському НПП, на узбережжях Шацьких озер й річки Тереблі. Проводяться акції: «Зелена країна», «Зелена толока», «День Землі», «Збережи первоцвіт», «Екодошка», збирання макулатури у коробки-бокси «EcoSafe», збирання вживаних батарейок «Живи чисто — сортуй відходи» тощо.

#### Всеукраїнський конгрес студентів-географів
Всеукраїнський конгрес студентів-географів заснували студенти географічного факультету Львівського національного університету імені Івана Франка у 2016 р. Його метою стала організація діалогу між студентами-географами українських ВНЗ, а також постановка і вирішення актуальних проблем географічного середовища.
Перший конгрес відбувся з 20 по 24 жовтня 2016 р. Тема конгресу: «Взаємозв'язок людини і природи на прикладі Українських Карпат». Місцем проведення обрали Чорногірський географічний стаціонар (ЧГС). У конгресі взяли участь 30 студентів-географів з понад десяти областей, які представляли сім провідних університетів України. Це були університети Києва, Харкова, Одеси, Чернівців, Луцька, Дніпра та, звісно, Львова. Дослідження відбувалися у форматі воркшопів. Воркшоп-лідерами стали викладачі географічного факультету.
Другий конгрес відбувся у період з 28 квітня по 3 травня 2017 р. знову на ЧГС. Цього разу кількість учасників сягнула 50 студентів з понад 15 областей України. Другий конгрес був присвячений проблемі вирубування Карпатських лісів і темою стало гасло: «Золото Карпат: зберегти чи втратити».

#### Львівський осередок EGEA
EGEA Lviv — це один із осередків Європейської асоціації студентів та молодих географів (EGEA). Створений у 2011 р. активними студентами географічного факультету ЛНУ ім. Івана Франка. Завдяки членству в EGEA студенти географічного факультету мають змогу брати участь в міжнародних обмінах із будь-яким осередком, відвідувати різноманітні події, які організовують європейські коллеги-географи.
Члени EGEA Lviv за 2015—2017 рр. взяли участь в 4 обмінах, а саме із Берліном, Віднем, Грацом, Лювєном, а також побували на конгресах, що проходили в Нідерландах, Польщі, Німеччині, а також відвідали географічні події, які проводились під егідою EGEA.
Львівський осередок активно розвивається, зареєстрованими членами є 91 студент та випускник географічного факультету. Також члени осередку активно співпрацюють в розширенні асоціації. В Україні діють ще Київський, Харківський, Чернівецький, Луцький, Дніпровський осередки. Члени EGEA Lviv щороку проводять різноманітні заходи за участі європейських колег, це вже традиційний захід Українські Карпати, який пройшов цього року вже вшосте, який є дуже популярним серед європейських колег, також доклали великих зусиль до проведення I і II Всеукраїнського конгресу студентів-географів.

## Символіка факультету
Над щитом в стрічці написано Географічний факультет. Над щитом в декоративному картуші –  розгорнута книжка з латинськими цифрами AD MDCCCLXXXII, які означать рік заснування факультету (1882). Під щитом — стрічка з девізом латинською мовою «Orbis terrarum domus humanitatis» (укр. «Земля – дім людства»). В щиті зліва –  Головний символ Львівського національного університету імені Івана Франка: на синьому тлі золотий лев (земельний знак Західної України –  вказує на регіональне значення Університету), який тримає в лапі трисвічник (знак із печатки Українського таємного університету –  символ науки й освіти). Справа на щиті –  земна куля яка символізує географічну науку, зірки та півмісяць –  знаки постійності, уособлюють день і ніч.

## Герої
- І́гор І́горович Косте́нко (31 грудня 1991, Зубрець, Бучацький район, Тернопільська область, Україна — 20 лютого 2014, Київ, Україна) — український журналіст, студент-географ, активіст Євромайдану, дописувач української Вікіпедії. Загинув під час протистояння на вулиці Інститутській. Герой України.
- Боровець Андрій Олександрович (07.12.2000 р.н).

## Персоналії
- Байцар Андрій Любомирович
- Біланюк Володимир Іванович
- Волошин Іван Миколайович
- Данилюк Архип Григорович
- Дністрянський Мирослав Степанович
- Заставецька Ольга Володимирівна
- Кіт Мирон Григорович
- Костенко Ігор Ігорович
- Лозинський Роман Мар'янович
- Мальський Маркіян Зіновійович
- Мкртчян Олександр Сергійович
- Назарук Микола Миколайович
- Немчінов Олег Миколайович
- Позняк Степан Павлович
- Ровенчак Іван Ілліч
- Стецюк Оксана Василівна
- Фісенко Микита Сергійович
- Шаблій Олег Іванович
- Шубер Павло Михайлович